# 加弗納斯村 (北卡羅萊納州)
加弗納斯村（英語：Governors Village）是位於美國北卡羅萊納州查塔姆縣的普查規定居民點。

## 人口
根據2020年美國人口普查的數據，加弗納斯村的面積為1.17平方千米，當中陸地面積為1.15平方千米，而水域面積為0.02平方千米。當地共有人口1512人，而人口密度為每平方千米1,292.31人。